# Lac Itasca
Pour les articles homonymes, voir Itasca.
Le lac Itasca est un petit lac glaciaire formé après le recul de l'inlandsis, à la fin de la glaciation wisconsinienne. Il a une superficie d'environ 4,7 km2, et se situe dans la région de Headwaters au centre-nord de l'État du Minnesota. Il est connu pour être la source du fleuve Mississippi.
Il se trouve dans le sud-est du comté de Clearwater, au sein du parc d'État d'Itasca. Son altitude est à 450 mètres et sa profondeur moyenne est de 6-11 mètres.

## Étymologie
Le nom ojibwé du lac était Omashkoozo-zaaga'igan. Le nom actuel d'Itasca lui a été attribué par Henry Schoolcraft à partir d'une combinaison des mots latins "veritas  et caput" pour (véritable tête), faisant référence aux sources du Mississippi. Il est l'un des nombreux exemples de noms de lieux pseudo-indiens créés par Schoolcraft.

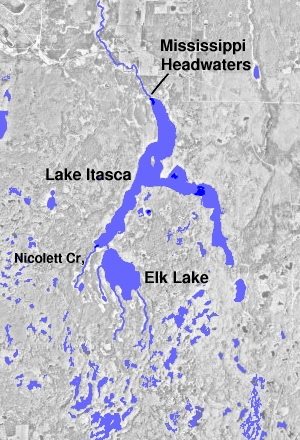
Lake Itasca and Elk Lake

## Source du Mississippi
Il est reconnu comme la principale source du Mississippi qui se jette dans le golfe du Mexique après un parcours de 3 770 km. Il existe plusieurs cours d'eau tributaires du lac dont l'un pourrait être considéré comme la source réelle du Mississippi. C'est un des compagnons de Henry Schoolcraft, James Allen, qui identifia le lac Itasca comme source du fleuve en 1832. Schoolcraft avait fait partie d'une expédition précédente en 1820, dirigée par le général Lewis Cass. Le général avait exploré le lac qui porte son nom, le lac Cass, comme source du fleuve à 50 km à vol d'oiseau du lac Itisca.
Le bras ouest du lac Itasca est alimenté par deux ruisseaux à son extrémité sud : Nicollet Creek initie son cours à partir d'une source voisine, et un autre petit ruisseau qui fait communiquer le lac Itasca avec Elk Lake. Ce dernier est lui-même alimenté par deux autres petits ruisseaux.
En 1887, Williard Glazier organise une campagne pour promouvoir Elk Lake (qu'il appelle lac Glazier), comme la véritable source du Mississippi. Son plus long affluent est Little Elk Lake à 11 km en amont du lac Itasca et à 100 pieds plus haut en altitude.
Jacob V. Brower, arpenteur-géomètre et président de la Minnesota Historical Society, après avoir passé cinq mois à explorer les lacs, affirma que les lacs ou rivières au sud du Itasca étaient « trop petits » pour prétendre être les sources du Mississippi, bien que les explorateurs et géographes modernes utilisent les moindres filets d'eau pour déterminer la source d'une rivière. Cependant Brower fit une campagne agressive pour sauver le lac de l'exploitation forestière. Le 21 avril 1891, l'État du Minnesota créé le parc d'Itasca. Brower est considéré comme le « père du lac Itasca » et le centre d'accueil du parc porte son nom.

## Autres aspects
Les rives du lac accueillent la station biologique d'Itasca et des laboratoires relevant de l'université du Minnesota. La région du lac est à la jonction des trois grands habitats d'Amérique du Nord : les Grandes Plaines, la forêt de feuillus du sud et la forêt de conifères du nord. Le compositeur Ferde Grofé y a trouvé son inspiration dans l'épopée classique populaire Mississippi Suite.